# 古蟲綱
古蟲綱（學名：Vetulicolida）是古蟲動物下的兩個綱之一，底下僅有古蟲目（學名：Vetulicolata），並包含2個科，古蟲科及地大動物科。